# Sandra Bernhard
Sandra Bernhard (født 6. juni 1955) er en amerikansk stand-up-komiker og skuespiller. 
Hun har igennem de sidste 25 år turneret som komiker med egne shows, blandt andet "Im still here..Damn It" og "Hero Worship". 
Hun har medvirket i flere film og tv-serier bl.a. "Roseanne" og "Ally McBeal". 
Hun kom på forsiden af alverdens aviser sidst i 1980'erne, da rygterne sagde, at hun havde en affære med Madonna.